# Магнитная (станица)
Стани́ца Магни́тная — казачья станица, основанная в мае 1743 году как крепость, опорный пункт пограничной и оборонительной линии Оренбуржья. В дальнейшем, рядом со станицей вырос город Магнитогорск, а впоследствии Магнитогорск поглотил станицу Магнитную. При этом часть станицы ушла под воду вследствие строительства второй очереди заводского пруда.

## История

### Основание
В 1743 году губернатор Оренбургской губернии И. И. Неплюев принимает решение о строительстве ряда крепостей на границе с киргиз-кайсацкой степью. Возвращаясь из Шадринска, вдоль рек Уя и Урала, он проводит инспекцию существующих крепостей, а также создает по пути следования новые. Очевидно в июне им был оставлен опорный пункт в районе горы Магнитной. Первый гарнизон крепости состоял из роты драгун и полуроты пехоты Бугульминского полка.
По данным А. З. Асфандиярова, приведённым им в «Истории сел и деревень Башкортостана» в 1740 году башкирский тархан Баим Кедраев показал штейгеру Маркову и переводчику Роману Уразлину местонахождение железной руды на горе Атач. От того же тархана заводчики Иван Мясников и Иван Твердышев узнали о залежах железной руды вблизи деревни башкира Зиянбая в Кара-Табынской волости.

### Пугачёв
Во время Пугачёвского бунта крепость была захвачена Емельяном Пугачёвым. Отступая под ударами регулярных войск, часть отрядов Пугачёва ушли в Башкирию. Там Пугачёв собрал до пяти тысяч разного люда и двинулся к крепости Магнитной. Рано утром, 5 мая, воинство Пугачёва подошло к крепости. Взять крепость с ходу не удалось, при первом штурме Пугачёв был ранен картечью в руку. Бой продлился до позднего вечера, Пугачёв отвёл отряды в степь для суточного отдыха. По некоторым данным, второй штурм состоялся в ночь на 7 мая, штурмующие ворвались в крепость. Комендант крепости капитан Тихоновский с женой, священник, поручик Можавитинов и его жена, а также большое число солдат были убиты. Ю. Я. Козлов, «В верховьях Урала 1743—1917».

### Станица
В 1865 году пограничная линия была расформирована, Магнитная крепость стала центром казачьей станицы, состоящей примерно из десяти поселков. Возле станицы была гора, также именуемая Магнитной. В горе было несметное количество богатейшей железной руды, что и послужило основой строительства в 1929 году огромного комбината. Но это время было ещё далеко впереди: ещё в середине XVIII века в Белорецке и Тирляне появились плавильные металлургические печи. Магнитогорск мог бы и не появиться на карте, а станица Магнитная могла бы стать всего лишь железорудной базой Белорецких заводов, скорее всего более разросшихся, если бы в 1915 году не прекратилось строительство рудовозной узкоколейки от Магнитной до Белорецка. В связи с Первой мировой войной стройка была остановлена, а сдедом остановлено строительство немецкой ширококолейки из Карталов (Полтавки), что и дало шанс появиться на карте Магнитогорску. В станице, а именно в реке Урал добывали золото. Причем станичники богатели, взымая налог за добычу и плату за место на реке. Люди платили, это было намного безопаснее чем в других местах.

### Правители России в Магнитной
- 10 июня 1837 года цесаревич Александр Николаевич (будущий император Александр II), совершая вояж в сопровождении В. А. Жуковского и В. И. Даля, сделал в крепости короткую остановку по пути из Верхнеуральска в Кизильскую крепость.
- За три года до воцарения, 23 июня 1891 года, в станице побывал Николай II, следовавший тем же маршрутом, что и его предшественник.

### Советское время
В советское время станица Магнитная являлась волостным (1922), а потом и районным (1924) центром. В 1929-31 в связи со строительством Магнитогорского металлургического комбината произошло значительное расширение населённого пункта, который в 1931 получил статус города.